# Hà thành chính khí ca
Hà thành chính khí ca là một thi phẩm dài nhằm ca ngợi sự tuẫn tiết của Tổng đốc Hoàng Diệu, đồng thời phê phán những viên quan phản bội (bỏ chạy hay đầu hàng) khi quân Pháp đánh thành Hà Nội lần thứ hai (1882).

## Nghi vấn tác giả
Theo lời truyền tụng trong dân gian và ý kiến của một số nhà nghiên cứu, Hà thành chính khí ca tương truyền là của Ba Giai, một nhà thơ châm biếm ở cuối thế kỷ 19 tại Việt Nam. Không như như phong cách trào phúng quen thuộc của Ba Giai, chuyên châm biếm những đối tượng chính là các quan lại tham nhũng, các người trọc phú; Hà thành chính khí ca là một bài thơ chính luận, gồm 140 câu thơ lục bát, được sáng tác ngay sau khi Hà Nội bị quân Pháp xâm chiếm ngày 25 tháng 4 năm 1882.

## Nội dung tác phẩm
Tác phẩm này, ngoài 6 câu đầu dùng để mở luận về chính khí của trời đất, của bậc nghĩa sĩ trung thần và 14 câu kết để người viết hướng về nhà vua, tỏ lòng kỳ vọng, số câu còn lại có thể chia làm hai phần.
Phần trên ca ngợi gương hy sinh lẫm liệt của Tổng đốc Hoàng Diệu, phần dưới tác giả tỏ nỗi căm giận đối với những viên quan đã phản bội, chạy trốn hay đầu hàng, như Đề đốc Lê Trinh, Tuần phủ Hoàng Hữu Xứng, Án sát Tôn Thất Bá...
Giọng thơ đầy cảm khái và bi tráng như đoạn nói về Tổng đốc Hoàng Diệu:
...Một cơn gió thảm mưa sầu,
Đốt nung gan sắt, giãi dầu lòng son,
Chữ trung còn chút con con,
Quyết đem gởi cái tàn hồn gốc cây.
Trời cao biển rộng đất dày,
Non Nùng sông Nhị chốn nầy làm ghi!
Thương thay trong buổi gian nguy,
Lòng riêng ai chẳng thương vì người trung!
Rủ nhau tiền góp của chung,
Rước người ra táng ở trong học đường.
Đau đớn nhẽ, ngẩn ngơ dường,
Tả tơi thành quách, tồi tàn cỏ hoa...
Có chỗ mỉa mai sâu sắc như đoạn nói về những viên quan tham nhũng, bất tài, hèn nhát:
Long thành thất thủ hai phen,
Kho tàng hết sạch, quân quyền dời tan.
Đổi thay trải mấy ông quan,
Quyên sanh tựu nghĩa, có gan mấy người?
Trước quan Võ hiển khâm sai
Sau quan Tổng đốc một vài mà thôi.
Ngoài ra võ giáp văn khôi,
Quan, bào, trâm, hốt nhác coi, ngỡ là...
Khi bình làm hại dân ta,
Túi tham vơ nhặt chẳng tha miếng gì.
Đến khi hoạn nạn gian nguy,
Mắt trông ngơ ngác, chơn đi gập ghềnh...

## Nhận xét
Viết về thành Hà Nội thất thủ lần thứ hai có vài bài như Điếu Hoàng Diệu tuẫn tiết, Hà Thành hiểu vọng, Hà Thành thất thủ, Hà Thành thất thủ ca (dài 262 câu lục bát); nhưng chỉ có Hà thành Chính khí ca là nổi tiếng hơn cả.
GS. Phạm Thế Ngũ viết: 
"Hà Thành chính khí ca" về sau được truyền tụng hơn cả, phần vì cây bút nôm giản dị và điêu luyện của tác giả, phần vì lòng trung trực yêu chính khí, ghét gian tà đã bộc lộ trong lời lẽ. Thật chẳng kém chi bài Chính khí ca của Văn Thiên Tường đời Tống xưa...'
GS. Thanh Lãng cũng đã đưa ra nhận xét:
Với một lối văn rõ ràng, giản dị, cảm động, hùng hồn. Nguyễn Văn Giai chỉ ra cái hèn nhát của bọn buôn dân bán nước, cốt đánh đổi cái "chánh khí" của các trung thần, nghĩa sĩ. Ở đây, tác giả đề cao cái triết lý Anh hùng theo Nho giáo, nghĩa là dù ở đâu và lúc nào cũng phải giũ được khí phách của con người quân tử, như tinh hoa của trời đất tỏa biến ra muôn vật.
"Chính khí ca" có thể xem như một bài hịch tướng sĩ, để cổ võ phong trào kháng chiến... Chính khí ca còn bộc lộ tâm lý và sức phản ứng của giới sĩ phu đối với thời cuộc: hai phe chủ hòa và chủ chiến đang xung đột nhau và ông đứng hẳn về hàng ngũ thứ hai, quyết dùng võ lực để đánh đuổi xâm lăng, thi hành chánh sách bất hợp tác để tỏ lòng căm phẫn...
Xét về mặt nghệ thuật, Từ điển văn học (bộ mới) đánh giá:
Tuy nghệ thuật của bài thơ chưa cao hơn truyện Nôm bình dân thế kỷ 18 đến nửa đầu thế kỷ 19, nhưng dẫu sao vẫn có ý nghĩa khái quát cao về bản chất những quan lại tham sinh, úy tử, vẫn ăn sâu vào tâm trí người nghe, người đọc.